# Nguyễn Kim Hương
Nguyễn Kim Hương (ur. 10 października 1969) – wietnamski zapaśnik walczący w stylu wolnym. Olimpijczyk z Seulu 1988, gdzie zajął piętnaste miejsce w wadze muszej.

## Letnie Igrzyska Olimpijskie 1988
| Konkurencja      | Rundy eliminacyjne    | Rundy eliminacyjne         | Rundy eliminacyjne  | Klas. końcowa |
| Konkurencja      | Przeciwnik I          | Przeciwnik II              | Przeciwnik III      | Miejsce       |
| ---------------- | --------------------- | -------------------------- | ------------------- | ------------- |
| 52 kg styl wolny | Kuldeep Singh (IND) P | Florentino Tirante (PHI) Z | László Bíró (HUN) P | 15.           |